# Cynapes
Cynapes Simon, 1900 è un genere di ragni appartenente alla famiglia Salticidae.

## Distribuzione
Le 4 specie note di questo genere hanno come areale varie terre emerse dell'Oceano Indiano occidentale e settentrionale: in particolare 2 specie sono state reperite nelle isole Mauritius, 1 nel Madagascar e 1 nelle isole Seychelles.

## Tassonomia
A maggio 2010, si compone di quattro specie:
- Cynapes baptizatus (Butler, 1876) — Rodrigues (Mauritius)
- Cynapes canosus Simon, 1900 — Mauritius
- Cynapes lineatus (Vinson, 1863) — Madagascar
- Cynapes wrighti (Blackwall, 1877)[2] — Isole Seychelles

### Specie trasferite
- Cynapes albolineatus Simon, 1901: questi esemplari hanno caratteri corrispondenti alla B. albolineata (Peckham & Peckham, 1888) e ad essa sono stati riferiti da uno studio dell'aracnologo Wanless del 1979[1].